# 雅罗斯拉夫·斯特兰斯基
雅罗斯拉夫·斯特兰斯基（捷克語：Jaroslav Stránský，1899年6月6日—？），捷克男子冰球运动员。他曾代表捷克斯洛伐克国家队参加1924年冬季奥林匹克运动会冰球比赛，结果队伍获得第五名。